# Кеннард (Техас)
Кеннард (англ. Kennard) — місто (англ. city) в США, в окрузі Г'юстон штату Техас. Населення — 272 особи (2020).

## Географія
Кеннард розташований за координатами 31°21′27″ пн. ш. 95°11′7″ зх. д. / 31.35750° пн. ш. 95.18528° зх. д. (31.357503, -95.185370).  За даними Бюро перепису населення США в 2010 році місто мало площу 3,36 км², уся площа — суходіл.

## Демографія
Згідно з переписом 2010 року, у місті мешкало 337 осіб у 139 домогосподарствах у складі 95 родин. Густота населення становила 100 осіб/км².  Було 178 помешкань (53/км²).
Расовий склад населення:
| - 72,7 % — білих - 24,9 % — чорних або афроамериканців - 0,6 % — корінних американців |

До двох чи більше рас належало 1,8 %. Частка іспаномовних становила 5,9 % від усіх жителів.
За віковим діапазоном населення розподілялося таким чином: 26,1 % — особи молодші 18 років, 58,2 % — особи у віці 18—64 років, 15,7 % — особи у віці 65 років та старші. Медіана віку мешканця становила 39,5 року. На 100 осіб жіночої статі у місті припадало 95,9 чоловіків;  на 100 жінок у віці від 18 років та старших — 93,0 чоловіків також старших 18 років.
Середній дохід на одне домашнє господарство  становив 31 849 доларів США (медіана — 23 824), а середній дохід на одну сім'ю — 38 315 доларів (медіана — 33 056). За межею бідності перебувало 14,0 % осіб, у тому числі 12,5 % дітей у віці до 18 років та 8,0 % осіб у віці 65 років та старших.
Цивільне працевлаштоване населення становило 104 особи. Основні галузі зайнятості: освіта, охорона здоров'я та соціальна допомога — 34,6 %, роздрібна торгівля — 17,3 %, виробництво — 10,6 %, мистецтво, розваги та відпочинок — 8,7 %.